# گونه‌زایی پراجا

نموداری که نشان‌دهنده جمعیتی است که در معرض یک گرادیان انتخابی از فراوانی‌های فنوتیپی یا ژنوتیپی (یک کلین) است. هر انتهای گرادیان شرایط انتخابی متفاوتی را تجربه می‌کند (انتخاب واگرا). جداسازی تولیدمثلی پس از تشکیل یک منطقه هیبریدی رخ می‌دهد. در بیشتر موارد، منطقه هیبریدی ممکن است به دلیل یک نقطه ضعف انتخابی حذف شود. این به‌طور مؤثر فرایند گونه زایی را کامل می‌کند.

در گونه‌زایی پراجا یا گونه‌زایی پرامیهن (به انگلیسی: Parapatric speciation)، دو زیرجمعیت از یک گونه جدایی تولیدمثلی از یکدیگر را تکامل می‌دهند و در عین حال به تبادل ژن‌ها ادامه می‌دهند. این حالت گونه‌زایی دارای سه ویژگی متمایز است: ۱) جفت‌گیری به صورت غیرتصادفی، ۲) شارش ژن به‌طور نابرابر رخ می‌دهد، و ۳) جمعیت‌ها در محدوده‌های جغرافیایی پیوسته یا ناپیوسته وجود دارند. این الگوی توزیع ممکن است نتیجه پراکندگی نابرابر، موانع جغرافیایی ناقص، یا بیان متفاوت رفتار و موارد دیگر باشد. گونه‌زایی پرامهنی پیش‌بینی می‌کند که مناطق دورگه‌زایی اغلب در محل اتصال بین دو جمعیت وجود خواهد داشت.
در جغرافیای زیستی، اصطلاح پرامیهن اغلب برای توصیف رابطه بین جانداران استفاده می‌شود که دامنه آنها به‌طور قابل توجهی همپوشانی ندارند اما بلافاصله در مجاورت یکدیگر هستند. آنها با هم یافت نمی‌شوند مگر در یک منطقه تماس باریک. پرامیهن یک توزیع جغرافیایی است که در مقابل همجا (همان منطقه) و ناهمجا یا پیرابوم (دو مورد مشابه از مناطق متمایز) قرار دارد.
«شکل‌های» مختلفی از پرامهنی پیشنهاد شده‌است و در زیر مورد بحث قرار گرفته‌است. جری کوین و اُر در گونه‌سازی این شکل‌ها را به سه گروه دسته‌بندی می‌کنند: کلاین (شیب‌های محیطی)، «سنگ پله‌ای» (جمعیت‌های گسسته)، و گونه‌زایی ایستایی در سازگاری با بسیاری از ادبیات گونه‌سازی پیرامهنی. : 111 از این پس، مدل‌ها با فرمت مشابهی تقسیم می‌شوند.

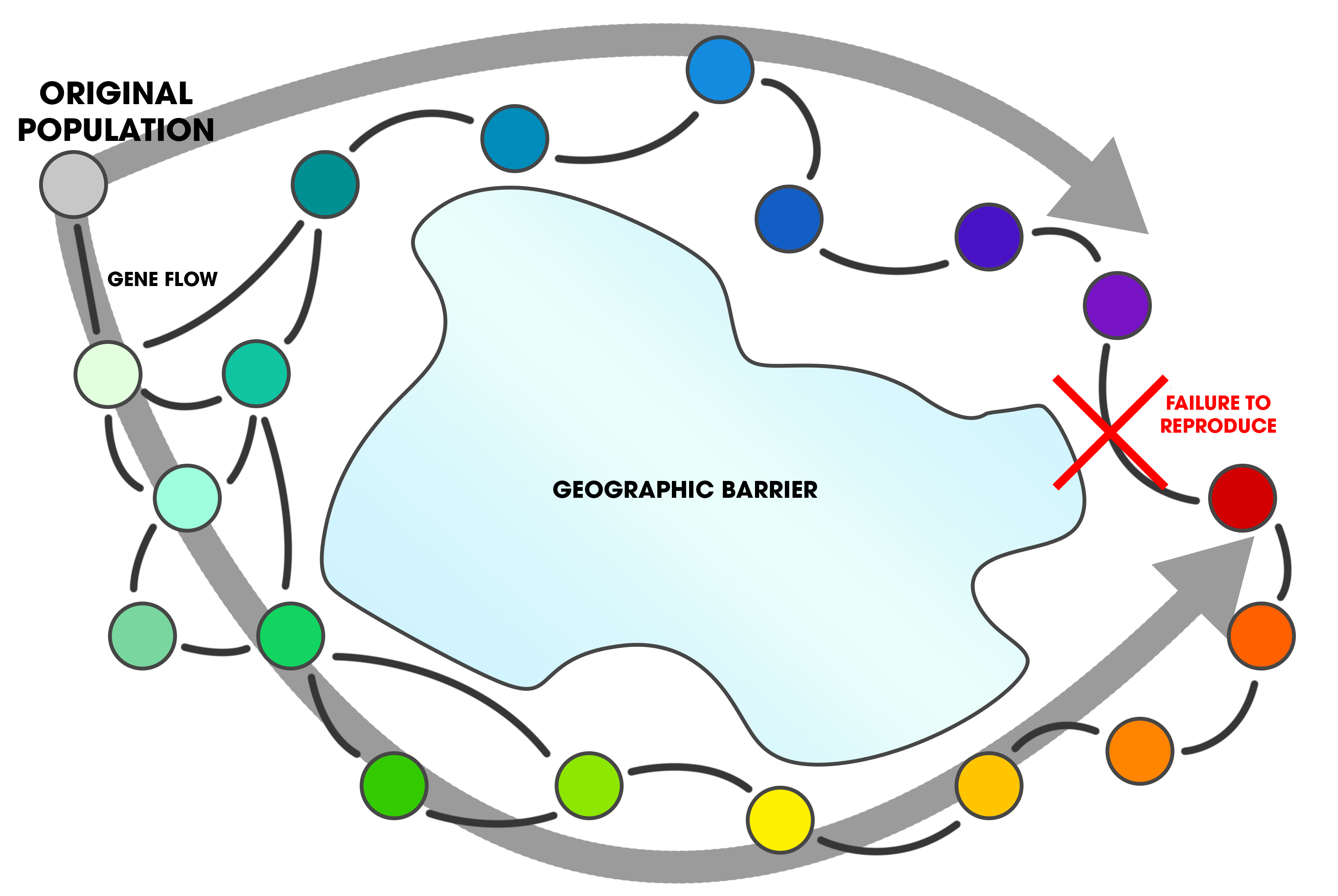
در گونه‌های حلقه‌ای، افراد می‌توانند با موفقیت با اعضای گونه‌های خود در جمعیت‌های مجاور که زیستگاه مناسب پیرامون یک مانع جغرافیایی دارند، تکثیر (تبادل ژن) کنند. افرادی که در انتهای قله قرار دارند در صورت تماس توانایی تولیدمثل ندارند.